# Campionati mondiali maschili di pallacanestro
Il campionato mondiale maschile di pallacanestro (in inglese FIBA World Cup e, dal 1950 al 2010, FIBA World Championship) è una competizione cestistica con cadenza quadriennale, riservata alle squadre nazionali maschili ed organizzata dalla FIBA. La manifestazione assegna il titolo di campione del mondo, oltre a valere per la qualificazione ai giochi olimpici.

## Formato e trofeo
La formula del torneo prevede un primo round con 8 gironi all'italiana, ciascuno dei quali è composto da 4 squadre. Le migliori 2 squadre di ciascun girone accedono al secondo round a gironi, dove i gruppi sono quattro, secondo gli accoppiamenti A-B (Gruppo I), C-D (Gruppo J), E-F (Gruppo K) e G-H (Gruppo L): ad affrontarsi saranno le squadre che non si sono incrociate nel primo round. Inoltre, i risultati e i numeri che ciascuna Nazionale ha ottenuto nel primo round vengono mantenuti anche nel secondo. A qualificarsi per il turno successivo a eliminazione diretta (quarti di finale) sono sempre le prime due classificate di ogni girone. 
Nel 2012 la FIBA apportò notevoli cambiamenti al torneo, sintetizzati di seguito: 
- per evitare sovrapposizioni con la corrispettiva Coppa del mondo calcistica, il torneo viene spostato agli anni dispari precedenti l'Olimpiade;
- le qualificazioni alla fase finale si svolgono durante il biennio precedente;
- le wild card vengono abolite;
- dall'edizione 2019 sono ammesse a partecipare 32 squadre, in luogo delle precedenti 24.

La squadra vincitrice del torneo è premiata con il Trofeo Naismith (assegnato per la prima volta nel 1967), il cui nome è un tributo all'inventore di tale sport.

## Edizioni e albo d'oro
| 1950 | Argentina Buenos Aires       | Argentina        | 64-50  | Stati Uniti      | Cile             | 51-40   | Brasile       |
| 1954 | Brasile Rio de Janeiro       | Stati Uniti      | 62-41  | Brasile          | Filippine        | 66-60   | Francia       |
| 1959 | Cile Santiago                | Brasile          | 81-67  | Stati Uniti      | Cile             | 86-85   | Formosa       |
| 1963 | Brasile Rio de Janeiro       | Brasile          | 90-71  | Jugoslavia       | Unione Sovietica | 69-67   | Stati Uniti   |
| 1967 | Uruguay Montevideo           | Unione Sovietica | 71-59  | Jugoslavia       | Brasile          | 80-71   | Stati Uniti   |
| 1970 | Jugoslavia Lubiana           | Jugoslavia       | 80-55  | Brasile          | Unione Sovietica | 62-58   | Italia        |
| 1974 | Porto Rico San Juan          | Unione Sovietica | 82-79  | Jugoslavia       | Stati Uniti      | 83-70   | Cuba          |
| 1978 | Filippine Manila             | Jugoslavia       | 82-81  | Unione Sovietica | Brasile          | 86-85   | Italia        |
| 1982 | Colombia Cali                | Unione Sovietica | 95-94  | Stati Uniti      | Jugoslavia       | 119-117 | Spagna        |
| 1986 | Spagna Madrid                | Stati Uniti      | 87-85  | Unione Sovietica | Jugoslavia       | 117-91  | Brasile       |
| 1990 | Argentina Buenos Aires       | Jugoslavia       | 92-75  | Unione Sovietica | Stati Uniti      | 107-105 | Porto Rico    |
| 1994 | Canada Toronto               | Stati Uniti      | 137-91 | Russia           | Croazia          | 78-60   | Grecia        |
| 1998 | Grecia Atene                 | Jugoslavia       | 64-62  | Russia           | Stati Uniti      | 84-61   | Grecia        |
| 2002 | Stati Uniti Indianapolis     | Jugoslavia       | 84-77  | Argentina        | Germania         | 117-94  | Nuova Zelanda |
| 2006 | Giappone Saitama             | Spagna           | 70-47  | Grecia           | Stati Uniti      | 96-81   | Argentina     |
| 2010 | Turchia Istanbul             | Stati Uniti      | 81-64  | Turchia          | Lituania         | 99-88   | Serbia        |
| 2014 | Spagna Madrid                | Stati Uniti      | 129-92 | Serbia           | Francia          | 95-93   | Lituania      |
| 2019 | Cina Pechino                 | Spagna           | 95-75  | Argentina        | Francia          | 67-59   | Australia     |
| 2023 | Filippine Giappone Indonesia | Germania         | 83-77  | Serbia           | Canada           | 127-118 | Stati Uniti   |
| 2027 | Qatar Doha                   |                  |        |                  |                  |         |               |

## Medagliere per nazioni
Dati aggiornati all'edizione 2023.
| Posiz. | Nazione                 | Oro | Argento | Bronzo | Totale |
| ------ | ----------------------- | --- | ------- | ------ | ------ |
| 1      | Stati Uniti             | 5   | 3       | 4      | 12     |
| 2      | Jugoslavia / Jugoslavia | 5   | 3       | 2      | 10     |
| 3      | Unione Sovietica        | 3   | 3       | 2      | 8      |
| 4      | Brasile                 | 2   | 2       | 2      | 6      |
| 5      | Spagna                  | 2   | 0       | 0      | 2      |
| 6      | Argentina               | 1   | 2       | 0      | 3      |
| 7      | Germania                | 1   | 0       | 1      | 2      |
| 8      | Russia                  | 0   | 2       | 0      | 2      |
| 8      | Serbia                  | 0   | 2       | 0      | 2      |
| 10     | Grecia                  | 0   | 1       | 0      | 1      |
| 10     | Turchia                 | 0   | 1       | 0      | 1      |
| 12     | Cile                    | 0   | 0       | 2      | 2      |
| 12     | Francia                 | 0   | 0       | 2      | 2      |
| 14     | Filippine               | 0   | 0       | 1      | 1      |
| 14     | Croazia                 | 0   | 0       | 1      | 1      |
| 14     | Lituania                | 0   | 0       | 1      | 1      |
| 14     | Canada                  | 0   | 0       | 1      | 1      |

### Per continente
| Continente | Risultati Migliori                                                                     |
| ---------- | -------------------------------------------------------------------------------------- |
| Europa     | 11 medaglie d'oro di Jugoslavia (5), Unione Sovietica (3), Spagna (2), e Germania (1). |
| America    | 8 medaglie d'oro di Stati Uniti (5), Brasile (2), e Argentina (1).                     |
| Asia       | Medaglia di bronzo delle Filippine.                                                    |
| Oceania    | Quarto posto della Nuova Zelanda e dell'Australia                                      |
| Africa     | Quinto posto dell'Egitto.                                                              |

## Premi e riconoscimenti
- FIBA World Cup MVP
- FIBA World Cup All-Tournament Teams
- Migliori marcatori ai FIBA World Cup
- Trofeo Naismith